# 福島伸享
福島 伸享（ふくしま のぶゆき、1970年8月8日 - ）は、日本の政治家。衆議院議員（4期）。
元通産・経産官僚、元学習院女子大学大学院非常勤講師、元筑波大学客員教授、株式会社NFオフィス代表取締役。妻は気象予報士の藤井南美。

## 来歴
茨城県日立市生まれ。茨城大学教育学部附属中学校卒業後、茨城県立水戸第一高等学校に入学するが、神奈川県立鎌倉高等学校に転校し、卒業。1年浪人し1990年、東京大学に入学。1年の留年を経て1995年、東京大学農学部農業経済学科を卒業。同年、通商産業省（2001年に経済産業省に改組）に入省。2003年に退官。
2003年11月の第43回衆議院議員総選挙および2005年9月の第44回衆議院議員総選挙に茨城1区から民主党公認で出馬。いずれも自由民主党の赤城徳彦に敗れ、比例復活もならず落選した。2度目の落選後、東京財団研究部ディレクター、筑波大学客員教授、学習院女子大学非常勤講師などを歴任
2009年8月の第45回衆議院議員総選挙では茨城1区から民主党公認で出馬し、3度目の対戦となった赤城を小選挙区で破って初当選。茨城1区で非自民の候補が議席を獲得したのは（比例復活も含め）初めてであった。
2011年3月、「日本のグランド・デザイン」研究会（玄葉グループ）の結成に参加。同年8月の民主党代表選挙では馬淵澄夫の推薦人となった。
2012年の消費増税をめぐる政局では、6月26日の衆議院本会議前に宮崎岳志、福田衣里子、熊田篤嗣、村井宗明らと記者会見を開いて消費増税法案には賛成できないが離党する意思もないことを表明し、同法案の採決では、党の賛成方針に反して反対票を投じた（社会保障制度改革推進法案・認定こども園法改正案には賛成）。民主党は7月3日の常任幹事会で党員資格停止2カ月の処分とする方針を決定し、7月9日の常任幹事会で正式決定した。
同年12月の第46回衆議院議員総選挙に民主党公認で茨城1区から出馬したが、赤城の後継候補となった自民党新人・田所嘉徳に敗れ、比例復活もならず落選。
2014年12月の第47回衆議院議員総選挙では、茨城1区で再び自民党の田所に敗れたが、重複立候補していた比例北関東ブロックで復活して再選を果たし、2年ぶりに国政に復帰した。2015年1月の民主党代表選挙では、細野豪志元幹事長の推薦人に名を連ねたが、細野は決選投票で岡田克也に敗れた。
2016年2月、民主党政策調査会副会長兼国会対策副委員長に就任。同年3月、民主党と維新の党が合流して結成された民進党に参加した。同年9月の民進党代表選挙では玉木雄一郎の推薦人となった。
2017年9月の民進党代表選挙後、離党を検討していることが報じられ、13日に大島敦幹事長から慰留を受けた際には「解党的な出直しを含めて、党運営の在り方を変えるべきだ。今の段階で、身のふり方は全くの白紙だ」と述べた。その時点では慰留に応じ党に残ることになったものの、最終的には民進党自体が分裂し（民進党#党史を参照）、福島は希望の党に合流。
同年10月の第48回衆議院議員総選挙では希望の党公認で茨城1区より出馬するも、自民党公認田所嘉徳に敗れ、重複立候補した比例での復活当選も出来ず、落選。2018年5月7日の希望の党解党に伴い、無所属となった。
2021年10月の第49回衆議院議員総選挙では無所属で茨城1区から出馬した。立憲民主・国民民主など野党が候補を立てず、共産も県委員会が福島の支援に回り、事実上の「野党共闘」が実現。自民・田所との一騎打ちを制して3度目の当選を果たし、再度国政に復帰した。11月4日、衆院選で当選した他の無所属議員4人と共に衆院会派「有志の会」を結成した。
2024年10月の第50回衆議院議員総選挙で4選。

## 所属団体・議員連盟
- 日本会議国会議員懇談会
- 明治の日を実現するための議員連盟（事務局次長）[23] [24]
- 子どもへのワクチン接種とワクチン後遺症を考える超党派議員連盟[25]

## 主張
- 2012年の調査では、選択的夫婦別姓制度の導入に賛成[26]としていたが、2017年の調査では、「どちらともいえない」としている[27]。
- 2015年9月3日、岸本周平・大西健介・緒方林太郎・後藤祐一・中島克仁・福島伸享・宮崎岳志ら当選3期以下の若手衆議院議員でつくる「民主党若手有志の会」は、安保法制成立の原因が「民主党の野党第1党としての力不足にあり、その歴史的な責任は重い」として民主党を解党し新党を樹立するよう岡田克也代表に申し入れた[28]。

## 国会での質疑
- 2016年2月19日の予算委員会で質疑を行った際、TPP協定には著作権侵害への損害賠償制度について「将来の侵害を抑止することを目的として定める」旨の規定があり、懲罰的損害賠償を認めない最高裁判例の立場と矛盾するのではないかと質問。岩城光英法務大臣から、日本の損害賠償制度においても反射的、副次的な効果として結果的に抑止の効果を生ずるため整合的に解釈できる旨の答弁を受けたが、福島はこの答弁に対し「現在の価値が安ければその損害賠償額は将来への抑止にはならないのではないか」と疑問を呈した[29]。その際、現在低価値なものの例としてコミックマーケットの同人誌を挙げたため、本来同人作家の権利を擁護する趣旨の発言であったにもかかわらず、一部のSNSユーザーやまとめサイトなどにより逆の意味に取られて拡散し、誹謗中傷される被害に遭った[30][31][32]。

- 2017年2月17日、衆議院予算委員会で、森友学園問題をめぐり、「新設予定の安倍晋三記念小学校の名誉校長が安倍昭恵夫人であることを総理はご存じか」と質問。これに対し安倍晋三首相は「私や妻が、この認可あるいは国有地払い下げに、もしかかわっていたのであれば、これはもう私は総理大臣をやめるということでありますから、それははっきりと申し上げたい」と答弁した。さらに福島は、籠池泰典理事長の寄付依頼の手紙を読み上げ、「総理は利用されているだけじゃないかと思うが、こうした名目でお金を集めているということをご存じか」と質問。安倍は「私や妻が関係していたということになれば、まさに私は、それはもう間違いなく総理大臣も国会議員もやめるということははっきりと申し上げておきたい」と重ねて答えた[33][34]。この首相答弁は森友学園問題における文書改ざんの起点とされた[35][36]。

- 2017年3月17日の外務委員会で学校法人森友学園問題に関する質疑を行った際、福島や同僚議員が昨日（16日）籠池の自宅に行った際に、安倍昭恵から籠池諄子へ『幸運を祈ります』というメールが来ていたことを確認したとして、総理夫人が森友学園新設に当たって便宜を図っていたという趣旨の質問を行った。これについて、安倍晋三は否定した[37]。なお、籠池は、参議院での証人喚問で、福島が述べていた野党議員を招いていたことを「否定」し、メールを見せたことについては「妻の事なのでわからない」との証言を行った[38] (森友学園問題参照)｡

- 2017年5月8日の予算委員会で学校法人森友学園に関する質疑を行った際、財務省が公開した設置主意書の一部が黒塗りであったことから、「安倍晋三記念小学校」と記載しているから隠蔽したのではないかという趣旨の質問をし、安倍総理の関与を追及した。これについて、自民党の和田政宗参議院議員が入手した文書によれば、「開成小学校」だった[39]後の決裁文書においても同様の記載が確認された。

## 人物
- 家族は妻、1男。
- 趣味はヨット、ラーメン食べ歩き、釣り、家庭菜園。東京大学農学部在学中の1995年、全日本学生ヨット選手権の個人戦において準優勝を果たした。
- 福島は衆議院議員2期目のときに宮崎岳志衆院議員と共に森友学園問題・加計学園問題追及の中心的役割を果たし、関係者とのパイプも存在する[40]。

## 選挙歴
| 当落 | 選挙                   | 執行日         | 年齢 | 選挙区                | 政党     | 得票数     | 得票率 | 定数 | 得票順位 /候補者数 | 政党内比例順位 /政党当選者数 |
| ---- | ---------------------- | -------------- | ---- | --------------------- | -------- | ---------- | ------ | ---- | ------------------ | ---------------------------- |
| 落   | 第43回衆議院議員総選挙 | 2003年11月09日 | 33   | 茨城1区               | 民主党   | 7万7420票  | 35.41% | 1    | 2/3                | /                            |
| 落   | 第44回衆議院議員総選挙 | 2005年09月11日 | 35   | 茨城1区               | 民主党   | 8万6999票  | 35.08% | 1    | 2/3                | /                            |
| 当   | 第45回衆議院議員総選挙 | 2009年08月30日 | 39   | 茨城1区               | 民主党   | 15万1165票 | 57.10% | 1    | 1/4                | /                            |
| 落   | 第46回衆議院議員総選挙 | 2012年12月16日 | 42   | 茨城1区               | 民主党   | 6万6076票  | 28.96% | 1    | 2/5                | /                            |
| 比当 | 第47回衆議院議員総選挙 | 2014年12月14日 | 44   | 比例北関東（茨城1区） | 民主党   | 7万7179票  | 35.94% | 1    | 2/3                | 4/4                          |
| 落   | 第48回衆議院議員総選挙 | 2017年10月22日 | 47   | 茨城1区               | 希望の党 | 8万2835票  | 39.77% | 1    | 2/4                | /                            |
| 当   | 第49回衆議院議員総選挙 | 2021年10月31日 | 51   | 茨城1区               | 無所属   | 10万5072票 | 52.05% | 1    | 1/2                | /                            |
| 当   | 第50回衆議院議員総選挙 | 2024年10月27日 | 54   | 茨城1区               | 無所属   | 9万4243票  | 45.01% | 1    | 1/4                | /                            |